# Li Keqiang

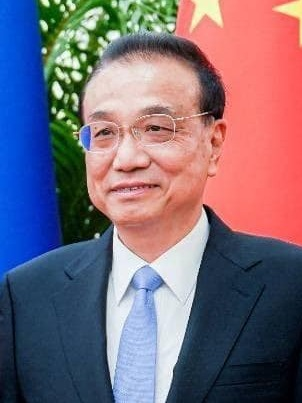
Li Keqiang (2023)

Li Keqiang (IPA: [li kʰɤʨʰiaŋ]; chinesisch 李克強 / 李克强, Pinyin Lǐ Kèqiáng; * 3. Juli 1955 in Hefei, Anhui; † 27. Oktober 2023 in Shanghai) war ein chinesischer Politiker, der vom 15. März 2013 bis zum 11. März 2023 als Ministerpräsident der Volksrepublik China amtierte. Er war außerdem von 2007 bis 2022 ständiges Mitglied des 17., 18. und 19. Politbüros der Kommunistischen Partei Chinas.

## Leben

### Herkunft und Ausbildung
Li wurde als Sohn eines örtlichen Beamten geboren und studierte ab 1978 an der Peking-Universität Wirtschaft und Jura. Sein Studium schloss er 1982 mit einem Doktorgrad in Wirtschaftswissenschaften ab.

### Politische Funktionen
Im Mai 1976 trat Li der Kommunistischen Partei Chinas (KPCh) bei und bekleidete während seiner Studienzeit verschiedene Ämter im Kommunistischen Jugendverband Chinas (KJVC). 1982 wurde Li Mitglied des Zentralkomitees (ZK) des KJVC sowie 1985 stellvertretender Vorsitzender des Allchinesischen Jugendbundes (KJVC). 1993 wurde er zum Ersten Sekretär des ZK des KJVC gewählt.
1998 bis 2002 war er Gouverneur der Provinz Henan (1998 bis 1999 in geschäftsführender Funktion) und 1999–2002 stellvertretender Parteisekretär sowie 2002 bis 2004 Parteisekretär der KPCh in Henan. 2004 bis 2007 war er Parteisekretär der KPCh in der Provinz Liaoning. Als Gouverneur von Henan versuchte er, einen AIDS-Skandal durch kontaminierte Blutprodukte zu vertuschen. Seine Behörden schikanierten Opfer und Bürgerrechtler. Als er im Dezember 2004 das Amt des Parteisekretärs in Liaoning übernahm, formulierte er als eines der Ziele seiner Politik, die Häfen der Provinz, darunter Dalian und Dandong, besser zu verknüpfen sowie die Werbung ausländischer Investoren, insbesondere aus den Nachbarländern Südkorea und Japan, zu steigern. Das aus ausländischen Investitionen zugeflossene Geld nutzte er für die Verbesserung der großen Staatsbetriebe in der von der Schwerindustrie geprägten Provinz Liaoning. In einem Gespräch im Jahr 2007 erklärte Parteisekretär Li dem damaligen US-Botschafter in China, dass die offiziellen BIP-Zahlen ein unzuverlässiger Messwert für das Wirtschaftswachstum seien. Stattdessen bevorzuge er, Li, drei andere Indikatoren: das Frachttransportvolumen der Eisenbahn, den Verbrauch an elektrischer Energie und das Volumen vergebener Bankkredite. Das vertrauliche Gespräch wurde später über WikiLeaks der Öffentlichkeit bekannt und 2010 schuf der britische The Economist daraus den „Li-Keqiang-Index“, der in den folgenden Jahren vielfach als Maßzahl für das Wirtschaftswachstum Chinas diskutiert wurde.
Auf dem 17. Parteitag der KPCh im Oktober 2007 wurde Li zum Mitglied des Ständigen Ausschuss des Politbüros des ZK der KPCh berufen und im März 2008 wurde er Vize-Premierminister und Mitglied des Staatsrates. Neben Generalsekretär Xi Jinping galt Li als einer der einflussreichsten Politiker in der Ära nach Hu Jintao. Er wurde als Mitglied der fünften Führungsgeneration der Volksrepublik China angesehen.
Am 15. März 2013 wurde er vom Nationalen Volkskongress zum Ministerpräsidenten der VR China gewählt und damit zum Nachfolger von Wen Jiabao. Der Ministerpräsident leitet den Staatsrat, das zentrale Verwaltungsorgan der VR China. Am 18. März 2018 wurde er für eine zweite fünfjährige Amtszeit bestätigt. Formell war Li damit die nach Präsident Xi Jinping zweitmächtigste Person im Staat. In seinen letzten Amtsjahren war er die einzige Person in führender Leitungsfunktion, die nicht zur unmittelbaren Gefolgschaft Xis gezählt wurde. Am 11. März 2022 kündigte Li seinen turnusmäßigen Rücktritt nach zwei Amtszeiten als Ministerpräsident für das Jahr 2023 an.
Li galt als relativ populär in der Bevölkerung, da er sich mit konkreten sozialen Problemen, wie dem Ausgleich der Einkommensunterschiede und dem Wohnungsbau, befasste. Außerdem galt er als ehrlich in seinen Äußerungen. Beispielsweise beschönigte er nicht die wirtschaftlichen Probleme Chinas, sondern sprach diese offen an, in der Absicht, dafür Lösungen zu finden. Er benannte auch deutlich den wirtschaftlichen Schaden, den die Null-Covid-Strategie, die wesentlich durch Staatspräsident Xi vertreten wurde, in China angerichtet hatte, ohne allerdings dabei Xi persönlich zu kritisieren.
Auf dem 20. KPCh-Parteitag im Oktober 2022 segneten die rund 2300 Delegierten die rund 200 Mitglieder des neuen Zentralkomitees (ZK) der KPCh ab. Li Keqiang wurde nicht in das ZK gewählt. Dies implizierte, dass er keinen Posten im Politbüro und dessen Ständigem Ausschuss innehaben konnte. Er ging folglich in den Ruhestand. Xi zementierte auf demselben Parteitag seine Macht und ließ sich für eine dritte Amtszeit wählen. Als Hu Jintao auf Weisung Xis vor laufenden Fernsehkameras von der Führungstribüne geführt wurde, tippte er Li freundlich auf die Schulter und Li erwiderte mit einem Kopfnicken. Die Nicht-Wahl Lis wurde in der westlichen Presse auch als Kaltstellung eines möglichen Rivalen Xis interpretiert.

### Privatleben
Li Keqiang war seit 1983 mit Cheng Hong verheiratet, einer Professorin an der Hauptstadt-Universität für Wirtschaft und Handel. Sie haben gemeinsam eine Tochter, die ein Auslandsstudium in den Vereinigten Staaten absolvierte.

### Tod
Am frühen Morgen des 27. Oktober 2023 verstarb Li unerwartet im Alter von 68 Jahren bei einem Urlaub in Shanghai. Staatsmedien gaben als Todesursache einen Herzinfarkt an.
In den Tagen nach Li Keqiangs Tod entwickelten sich die Orte, an denen Li gelebt hatte (die Hongxing-Straße in Hefei und das Dorf Jiuzi, nahe Hefei, aus dem Lis Vorfahren stammten) zu regelrechten Wallfahrtsorten von Anhängern und Trauernden, die zum Teil von weither anreisten. Tausende von Blumenbouquets wurden niedergelegt. Trauernde äußerten im Gespräch mit westlichen Journalisten ihre Betroffenheit und ihren Respekt vor Li, der ein wirkliches Empfinden für die Anliegen der kleinen Leute gehabt habe. Die Trauernden wurden dabei von Sicherheitspersonal abgedrängt und zum Weitergehen aufgefordert.